# Teresa Fernández-Valdés
Teresa Fernández-Valdés Calderón (Pontevedra, 1980) es una creadora, showrunner y productora ejecutiva española de series de televisión. Cofundadora de Bambú Producciones,(2008-2023), con ficciones como Gran Hotel, Velvet, Fariña, Las Chicas del cable y Nacho. En 2024 crea la productora Te espero en Marte. 

## Trayectoria
Se licenció en Periodismo en la Universidad CEU San Pablo de Madrid. Volvió a su Galicia natal, ejerció como periodista poco tiempo y trabajó como dependienta en una tienda. Luego hizo un máster de Gestión y Producción Audiovisual en la Universidad de La Coruña, lo que le hizo decantarse por la ficción.  
Trabajó en el departamento de desarrollo de la productora Voz Audiovisual, donde intervino en proyectos para la autonómica TVG, como As leis de Celavella y A vida por diante.  Ya en Madrid, produjo Desaparecida (TVE), con Ganga Producciones.  
En el máster conoció al guionista Ramón Campos, con quien se casó y fundó en 2008 Bambú Producciones, pionera en producir series locales para plataformas internacionales recién llegadas a España (Netflix, Apple TV).  Al principio ella se centró en la producción, búsqueda de financiación, coordinación de equipos y luego se incorporó a la parte de creativa. 
Con esa empresa produce las series Guante blanco (2008, TVE), Gran Reserva (2010, TVE), Hispania (2010, Antena 3) y Gran Hotel (2011-2013, Antena 3), la primera en la que participó como guionista, y que tuvo adaptaciones internacionales. Velvet (2014-2016, Antena 3), de gran repercusión y un capítulo final con una parte en directo y su secuela Velvet, colección (2017-2020. Movistar+) su primera serie para una plataforma.  
Produjo su primera diaria en 2013, Gran Reserva: El origen (TVE), formato diario que repitió para misma cadena con Seis hermanas (2015-2917), Dos vidas (2021-22), nominada a Mejor Telenovela en los Premios Emmy Internacional 2022, y La Promesa (2023- actualidad). 
En 2015, produjo Refugiados, (The refugees, 2015, La Sexta), primera coproducción española con la BBC,  Bajo sospecha (2015-2016), La embajada (2016), Fariña (2018, serie sobre el narcotráfico gallego, éxito de audiencia y multipremiada, y 45 revoluciones (2017), todas en Antena 3.  
Se estrenó como creadora de series en Tiempos de guerra (2017), labor que repetiría en Instinto (Movistar), en Las chicas del cable (2017-2020, Netflix. primera serie producida en España para una plataforma internacional) , en Un asunto privado, en Nacho (2023, Atresplayer), sobre el actor porno español Nacho Vidal, y en Tierra de mujeres (2024, Apple TV), coproducida y protagonizada por Eva Longoria.  
Empezó a producir cine en 2014, con El club de los incomprendidos, siguió con Malasaña 32 (2020), El verano que vivimos (2020) y Un año, una noche (2022), sobre el atentado yihadista en Bataclán, uno de los Atentados de París de noviembre de 2015. También ha producido las series documentales basadas en hechos reales, El caso Asunta (Operación Nenúfar, 2017, Antena 3) y El caso Alcàsser (2019, Netflix). 
En 2018 fue la primera mujer española en recibir la Medalla de Honor de Cannes en el MIPCOM (MipTV) el principal mercado audiovisual del mundo, por su contribución al sector del entretenimiento internacional, su visión y su liderazgo en la industria audiovisual. 
En marzo de 2023, Teresa abandonó Bambú Producciones, coincidiendo con su ruptura personal con su socio Ramón Campos, y en 2024 crea su propia productora, Te espero en Marte. La bautizó así por el giro profesional, "en un nuevo planeta, empezando de nuevo".   
En mayo de ese año se anunció que se asocia con Studio Canal, multinacional de la distribución y producción, al cederle el 30% de la empresa, lo que le asegurá entrar con sus ficciones en el mercado internacional.   
Fue docente en el máster en Producción de Xestión Audiovisual de la Universidad de La Coruña, del que fue alumna. Y participó en actividades de mentoring, en 2015, para la Asociación de mujeres cineastas y de medios audiovisuales (CIMA), y en 2021, en el Showrunners LAB del Festival de Cine de Sitges 
En 2021, fue ponente en el NATPE Miami, evento anual organizado por la Asociación Nacional de Ejecutivos de Programas de Televisión.También en el ciclo Inspiring Minds, de la Worldwide Audiovisual Women Association, en esa misma ciudad de Estados Unidos. 
En 2023, formó parte del jurado del Festival de cine de Ibiza y del jurado del Festival de Televisión de Montecarlo en 2024. 
El 10 de agosto de ese año fue la pregonera, en Pontevedra, su ciudad natal, de las Fiestas de la Peregrina.  

## Producciones

### Series
- Desaparecida (2007-08, La 1). Productora.
- Guante blanco (2008, La 1). Productora, la primera, con Bambú Producciones.
- Gran Reserva (2010-2013, La 1). Producción.
- Hispania, la leyenda (2010-2012, Antena 3) Productor ejecutiva.
- Marco (2011-2012, Antena 3) Productora ejecutiva.
- Gran Hotel (2011-2013, Antena 3). Productora ejecutiva y guionista.
- Imperium (2012, Antena 3). Productora ejecutiva.
- Gran Reserva: El origen (2013, La 1) Productora.
- Velvet (2014-2016, Antena 3), Productora ejecutiva y guionista.
- Refugiados (The refugees) (2015, La Sexta). Productora ejecutiva.
- Bajo sospecha (2015-2016, Antena 3) Productora ejecutiva y guion.
- Seis hermanas (2015-2917, La 1) Productor ejecutiva.
- La embajada (2016-, Antena 3) Productora ejecutiva.
- Tiempos de guerra (2017, Antena 3). Creadora.
- Traición (2017-18, La 1) Productora ejecutiva.
- Velvet, colección (2017-2020, Movistar). Productora ejecutiva y guionista.
- Fariña (2018, Antena 3) Productora ejecutiva.
- Las Chicas del cable (2017-2020, Netflix) Productora ejecutiva.
- Instinto (2017, Movistar+) Creadora, productor ejecutiva y guionista.
- 45 revoluciones (2017, Antena 3) Productora.
- Grand Hotel (2019, cadena ABC, EE.UU.) Coproductora ejecutiva.
- El corredor de la muerte (2019, Movistar+). Productora ejecutiva.
- Alta mar (2019-20, Netflix) Productora ejecutiva.
- Dos vidas (2021-22, La 1). Productora.
- Un asunto privado (2022, Amazon) Creadora  y productora ejecutivo.
- Now and Them (2022, Apple TV) Creadora, productora ejecutiva y guionista.
- La Promesa (2023- actualidad La 1) Productora.
- Nacho (2023, Atresplayer). Creadora, productora ejecutiva y guionista.
- Tierra de mujeres (2024, Apple TV) Creador y coproductora ejecutiva.

### Documentales
- Fraga y Fidel sin embargo (2012) Productora.
- American Greyhounds (2010). Productora.
- El caso Asunta. Operación Nenúfar. (2016, Antena 3). 4 episodios. Productora ejecutivo.
- El caso Alcàsser (2019, Netflix). 5 capítulos. Productora ejecutiva.

### Cine
- El club de los incomprendidos (2014), dirigida por Carlos Sedes. Productora ejecutiva.
- Malasaña 32 (2020), dr. Albert Pintó). Productora ejecutiva.
- El verano que vivimos (2020, dr. Carlos Sedes). Productora.
- 13 Exorcismos (2022, dr.Jacobo Martínez). Productora ejecutiva.
- Un año, una noche (2022, dr. Isaki Lacuesta) Productora.

## Premios y reconocimientos
- Nominada a los Premios del Festival de Televisión de Montecarlo 2012 a la categoría de Mejores Productores Internacionales, junto a su socio en la productora, Ramón Campos. [19]
- En 2104, la revista especializada The Hollywood Reporter la reconoce como una de las cinco showrunners más importantes de Europa. [4]
- En 2016, The Hollywood Reporter la incluye en la lista de las 20 mujeres más poderosas de la televisión mundial, junto, entre otras, a Delphine Ernotte-Cunci, presidenta de France Televisions; Marina Berlusconi, directora de Fininvest, o Cecile Frot-Coutz, directora de Endemol Shine. [20]
- Premio Iris de la Crítica 2017, otorgado por un jurado de críticos y periodistas especializados en televisión, "por su exitosa trayectoria en la ficción nacional, sabiendo abrirse a nuevos formatos, en abierto y en plataformas de pago,al mercado internacional y su apuesta por el talento femenino". El galardón forma parte los Premios Iris de la Academia de la Televisión. [21]
- En 2017, la revista económica Forbes nombró a Fernández-Valdés como una de las mujeres más poderosas de España. [22]
- En 2018, Reed Miden, empresa organizadora del mercado internacional del audiovisual MipTV, le otorga la Medalla de Honor de Cannes, siendo Teresa Fernández-Valdés, la primera mujer española en recibir dicho reconocimiento, por su contribución al sector del entretenimiento internacional, su visión y su liderazgo en la industria audiovisual.  [9]
- Premio Talento 2023, que concede la Academia de Televisión, a la excelencia de los oficios de la televisión fuera de las cámaras, en su caso a Producción.   [23]
- Premio PRODU Pilar de la Industria 2024, concedido por PRODU, magazine digital sobre televisión y la industria audiovisual en Latinoamérica, España y el mercado hispano de EE UU, en el marco del merecado MIP Cancún 2024. [24]